# アリソン・ミラー
アリソン・ミラー（Allison Miller, 1985年9月2日 - ）は、アメリカ合衆国の女優。

## 生い立ち
イタリアのローマで生まれ、ケンタッキー州レキシントンで育つが、のちにフロリダ州タラハシーに移る。ジョン・ウィン・ミラーとマーゴの娘。彼女の父ジョンはワシントン州オリンピアのオリンピア新聞の元発行者。父は他の関心ごとを追い求めるため2009年1月に引退。彼女の両親はそれ以来ワシントン州を発ち、米国東部へと戻る。タラハシーにあるマクレイ学校を卒業。彼女はローズ大学に移る前にいくらかの学期をゲインズビルにあるフロリダ大学で過ごす。彼女は女子社交クラブカッパデルタの一員で、カッパデルタのニューズレター「The Angelos」の中で経緯を紹介された。2006年、フルタイムでキャリアを追求するためハリウッドに移る。演技に加えて、ボイス、タップ、ジャズ、モダンダンスの練習をする。彼女はメゾソプラノであり、ピアノとギターを弾く。スペイン語とフランス語に堪能。

## キャリア
フロリダ州のタラハシーでヤング・アクターズ・シアターのメンバーとしてキャリアを始める。彼女は劇場の芝居「Brighton Beach Memoirs」でノラとして登場。2004年、VH1のリアリティショー『In Search of the New Partridge Family『でローリーを演ずるためファイナリストとして選ばれた8人の女優の1人。彼女は『Lucy's Piano』（2006年）で再びテレビに登場する。
それ以来、『ジェネラル・ホスピタル』、『CSI:ニューヨーク』、『デスパレートな妻たち』、『ボストン・リーガル』といったテレビシリーズのエピソードにゲスト出演する。ダビデの聖書の物語に基づいたNBCのテレビドラマシリーズ『Kings』でレギュラー出演する。彼女はミカル（サウルの娘でダビデの最初の妻）に類似したプリンセスミシェル・ベンジャミン役を演じる。2009年に公開された2つの映画であるBLOOD THE LAST VAMPIREの実写版『ラスト・ブラッド』とザック・エフロの高校のガールフレンドスカーレット役を演じた『セブンティーン・アゲイン』に出演する。2011年、スティーヴン・スピルバーグ製作総指揮のテレビシリーズ『Terra Nova 〜未来創世記』にスカイ・テイト役として出演する。テレビシリーズは第2シーズンへと継続され無かった。彼女は2012年から2013年までマシュー・ペリーの相手役としてNBCのコメディ『Go On』に登場した。

## 出演作品
| 年        | 作品名                                                       | 役名                     | 備考                    |
| --------- | ------------------------------------------------------------ | ------------------------ | ----------------------- |
| 2006      | Lucy's Piano                                                 | Lucy                     | 短編映画                |
| 2006      | ジェネラル・ホスピタル General Hospital                      | 10代のトレイシー         | 計1話                   |
| 2006      | Mind of Mencia                                               | パンクガール             | 計1話                   |
| 2006      | コールドケース 迷宮事件簿 Cold Case                          | Violet Polley (1928)     | 計1話                   |
| 2006      | CSI:ニューヨーク CSI: NY                                     | 'Omen' / Carensa Sanders | 計1話                   |
| 2006      | デスパレートな妻たち Desperate Housewives                    | Tanya                    | 計1話                   |
| 2007      | プリズナー Take                                              | 靴を販売する少女         |                         |
| 2007/2008 | ボストン・リーガル Boston Legal                              | Marlena Hoffman          | 計2話                   |
| 2009      | セブンティーン・アゲイン 17 Again                            | 10代のスカーレット       |                         |
| 2009      | ラスト・ブラッド Blood: The Last Vampire                     | Alice McKee              | 主演                    |
| 2009      | Kings                                                        | Michelle Benjamin        | メインキャスト (計12話) |
| 2010      | Betwixt                                                      | Celine Halstead          | テレビ映画              |
| 2010      | Some of the Parts                                            |                          | 短編映画                |
| 2011      | Pro-Semitism: Psychotherapy                                  |                          | 短編映画                |
| 2011      | Terra Nova 〜未来創世記 Terra Nova                           | Skye Tate                | メインキャスト (計13話) |
| 2012      | プライベート・プラクティス 迷えるオトナたち Private Practice | Denise                   | 計1話                   |
| 2012      | Fact Checkers Unit                                           | Becky                    | 計1話                   |
| 2012-2013 | Go On                                                        | Carrie                   | 準レギュラー (計17話)   |
| 2014      | デビルズ・バースデイ Devil's Due                             | サマンサ・マッコール     |                         |
| 2014      | There's Always Woodstock                                     | Catherine Brown          | ポストプロダクション    |